# Vazoeza
De Vazoeza (Russisch: Вазуза) is een rivier in Rusland.
De rivier ontspringt op de Hoogte van Smolensk in de gelijknamige oblast. De lengte bedraagt 162 kilometer, het stroomgebied 7120 km². De benedenloop is door de Sovjets getransformeerd tot het Vazoeza reservoir. De Vazoeza mondt uit in de Wolga, in de oblast Tver.
Aan de rivier liggen de steden Sytsjovka (halverwege) en Zoebtsov (bij de uitmonding in de Wolga).